# شوافوردن
شوافوردن (به آلمانی: Schwaförden) یک شهر در آلمان است که در دیفولتس واقع شده‌است. شوافوردن ۱٬۵۰۶ نفر جمعیت دارد.